# ماریا دو مار (فیلم ۱۹۳۰)
ماریا دو مار (انگلیسی: Maria do Mar) فیلمی صامت در سبک درام اثر لیتائو د باروس است که در سال ۱۹۳۰ منتشر شد. در مارس ۲۰۰۰، فیلم‌خانه پرتغال نسخه‌ای ترمیم شده از فیلم را در پورتو و لیسبون منتشر ساخت.